# Querxequir (província)
Querxequir (em turco: Kırşehir) é uma província do centro da Turquia, situada na região da Anatólia Central, com capital na cidade homónima. Tem 6 584 km² de área e em dezembro de 2021 tinha 242 944 habitantes (densidade: 36,9 hab./km²).